# Spaniocentra hollowayi
Spaniocentra hollowayi là một loài bướm đêm thuộc họ Geometridae. Loài này có ở Đài Loan và Nhật Bản.
Sải cánh khoảng 25–30 mm.